# MeeGo
Pour les articles homonymes, voir Meego.
MeeGo était un système d'exploitation et une plate-forme de développement pour les appareils mobiles. Celui-ci était opensource et basé sur Linux.

## Histoire
Il fut le fruit de la fusion des projets Maemo et Moblin, respectivement soutenus par Nokia et Intel. Il reprenait le framework d'interface utilisateur Qt ainsi que la plate-forme logicielle utilisée par le projet Moblin. Le projet était hébergé par la Fondation Linux sur un nom de domaine enregistré pour la première fois en 1999.
Le projet MeeGo a été officiellement annoncé par ces deux entreprises le 15 février 2010 au Mobile World Congress de Barcelone,. Le 15 novembre 2010, AMD annonce qu'il rejoint le projet MeeGo. Il est alors prévu de supporter les plates-formes basées sur les microprocesseurs ARM et x86.Nokia avait prévu d'en faire le système d'exploitation de ses futurs appareils mobiles de haut de gamme, en remplacement de Symbian mais a plutôt opté en février 2011 pour Windows Phone 7. Le désengagement de Nokia décida Intel à porter à bout de bras le projet. L'entreprise affirma ne pas être seule en citant de nombreux constructeurs tels Lenovo ou Asus mais se dit « très déçue par la décision de Nokia ».
Nokia annonce cependant en juin 2011 ses téléphones N9 et N950 (successeur du N900 qui tournait sous Maemo), deux appareils animés par MeeGo 1.2 Harmattan (Maemo 6 avec des APIs de Meego 1.2).
Le 27 septembre 2011, l'employé d'Intel Imad Sousou annonce que la collaboration avec Samsung sur MeeGo sera remplacée par le suivi de Tizen en 2012, signant l'abandon du projet par Intel.

## Interfaces utilisateur («UX»)

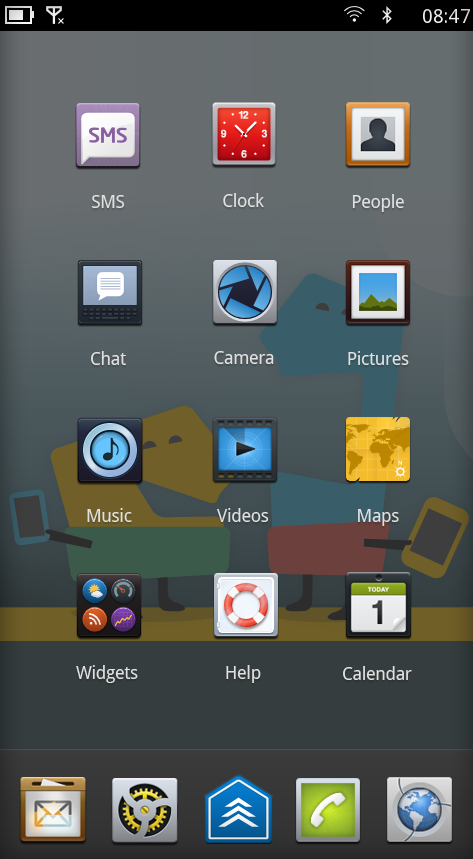
Le Handset UX en version 1.1

Selon le type d'appareil (appareil mobile, tablette, netbook, équipement automobile), des interfaces utilisateurs différentes ont été développées.

### Netbook «UX»
L'interface pour Netbook est la suite de celle du système Moblin. Elle est écrite avec la bibliothèque logicielle Clutter basée sur la boite à outils Mx toolkit.

### Projets dérivés
Le projet Tizen est né de MeeGo et vise à développer un système d'exploitation mobile libre et open source basé sur Linux.
Sailfish OS est un autre système d'exploitation mobile dérivé de Meego concocté par la startup finlandaise Jolla montée par l'ancienne équipe du smartphone Nokia N9. Sa sortie a eu lieu en 2013 et ses cibles sont les smartphones, tablettes, télévisions connectées ou systèmes embarqués. Il est utilisé avec le SDK Mer sous Oracle VM VirtualBox et Qt Creator.

### Autres OS mobile open-source
- HP webOS